# Überkingen (Adelsgeschlecht)

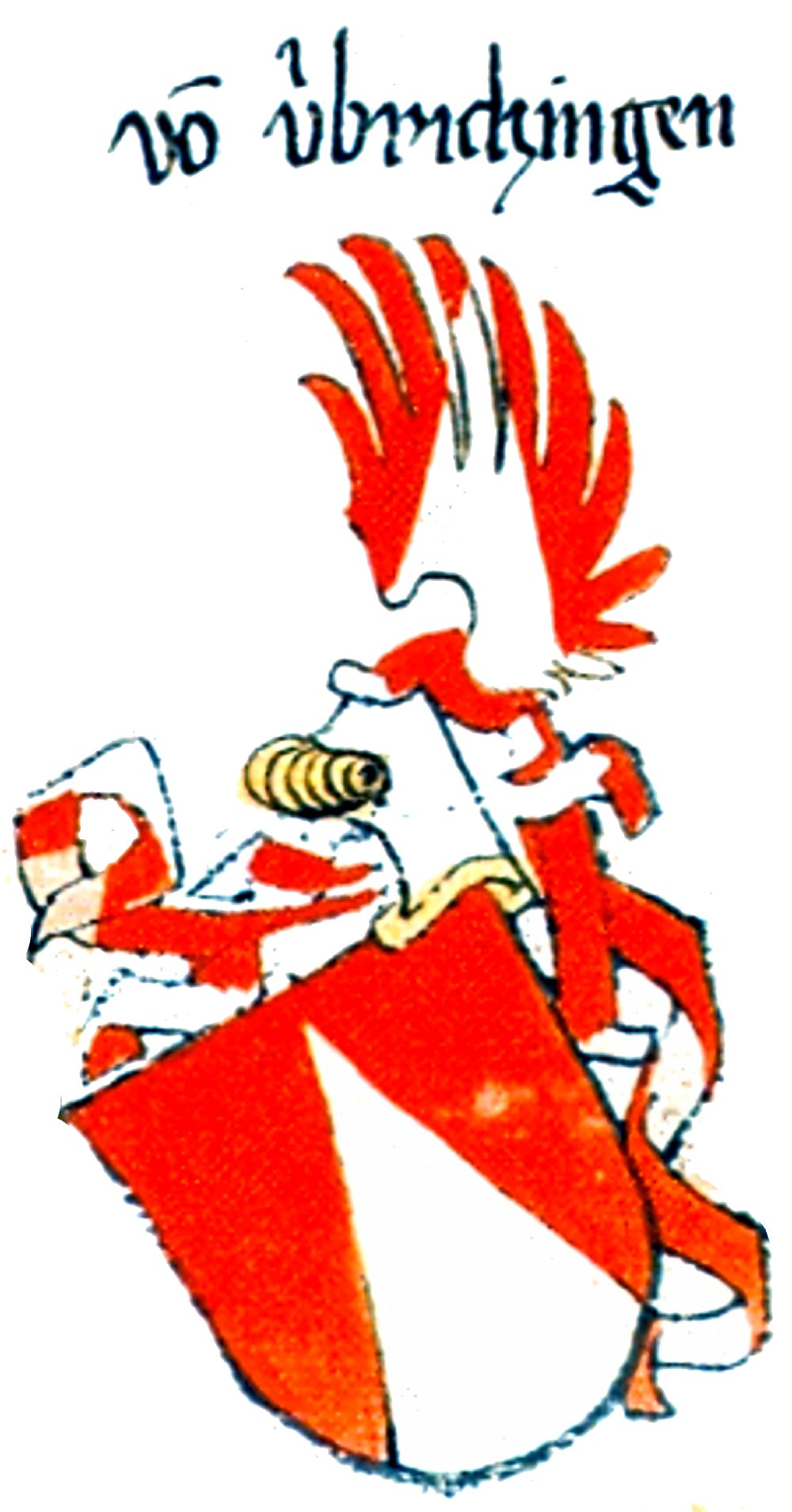
Wappen der Niederadligen von Überkingen im Ingeram-Codex

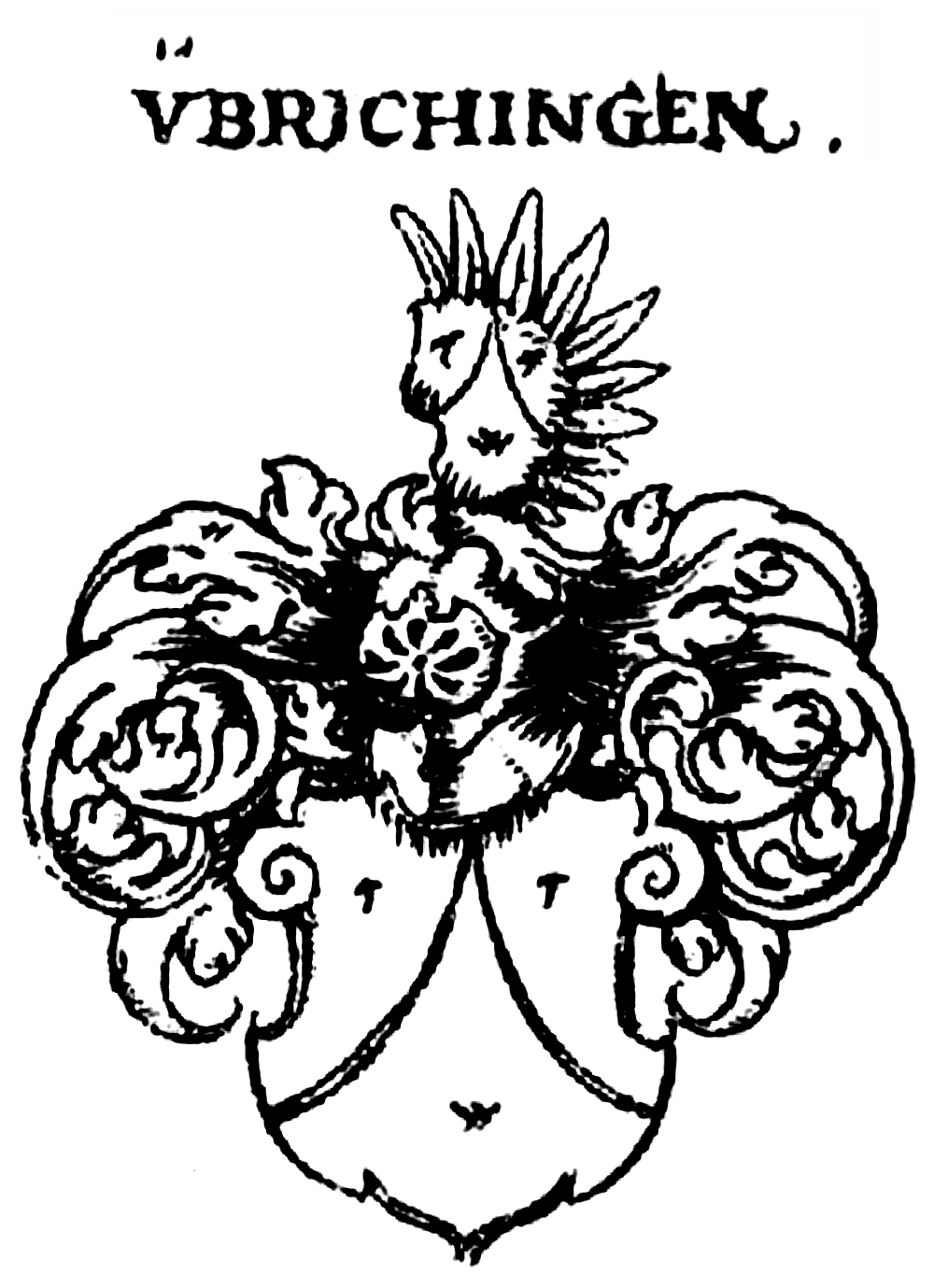
Wappen derer von Überkingen in Siebmachers Wappenbuch 1702

Überkingen (auch Übrichingen und andere Schreibweisen) ist der Name eines süddeutschen Adelsgeschlechts des Niederadels.
Als namensgebender Stammsitz gilt die Burg Überkingen in vermuteter Ortslage in Bad Überkingen. Die geografische Nähe zu Unterböhringen führte zu zahlreichen Verwechslungen der lokalen Burgen Überkingen, Bühringen und der Ortsburg Unterböhringen sowie der damit verbundenen Adelsfamilien.

## Geschichte
Aufgrund der geometrischen Wappenform wird teils ein altes, edelfreies Herkommen vermutet. Im 13. Jahrhundert finden sich die Überkinger regelmäßig in der schriftlichen Überlieferung. Da keine frühen Belege für die Region um die vermutete Stammburg vorliegen, ist eine Herkunft aus dem Raum an Donau und Brenz östlich der Schwäbischen Alb vorstellbar: Karlfriedrich Gruber vermutet, dass die Überkinger im Dienst der dortigen staufischen Herrscher aufstiegen. Nach dem Machtverlust der Staufer könnten die Überkinger im Dienst der Grafen von Dillingen gestanden haben. Ein Friedrich von Überkingen ist 1267 und 1269 als Komtur der Deutschordenskommende Oettingen belegt.
Seit Mitte des 13. Jahrhunderts belegen die Urkunden der Grafen von Helfenstein, dass die Überkinger zur Spitzengruppe der helfensteinischen Dienstleute gehörten und Ämter und Verwaltungsfunktionen übernahmen. 1287 beispielsweise wird Ulrich von Überkingen in einer helfensteinischen Urkunde als Richter bezeichnet. Heinrich von Überkingen ist von 1314 bis 1324 als Vogt zu Geislingen genannt.
Im 13. und 14. Jahrhundert besaßen Überkinger verstreute Güter und Rechte auf der Schwäbischen Alb: Die mögliche Stammburg könnte schon früh veräußert worden sein. 1363 ist die Burg Überkingen erstmals belegt, Damals war sie im Besitz von Hans von Obenhausen und seiner Ehefrau, welche sie an die Grafen von Helfenstein verkauften. 1314 stiftete Heinrich von Überkingen für sein Totengedenken die sogenannte Untere Mühle zu Überkingen, die vermutlich mit der Burg Überkingen in Beziehung stand, dem Kloster Blaubeuren. 1360 beteiligten sich Überkinger an einer Stiftung der Adligen von Ufenloch in der St. Gallus-Kirche in Bad Überkingen. 1376 wird Ruland von Überkingen als „gesessen zu Gleißenburg“ bezeichnet. Bereits vor 1380 verkaufte Ruland von Überkingen die Gleißenburg.
Die Überkinger waren innerhalb des regionalen Niederadels etabliert und besaßen unter anderem Heiratsbeziehungen zu den Adligen von Nellingen, Speth oder von Ufenloch. Ebenso waren Angehörige des Geschlechts Mitglieder in der Adelsgesellschaft „Leitbracke“. Der Handlungsraum der Überkinger ging über die Schwäbische Alb hinaus, beispielsweise könnte ein Wappen im Wappenfries im sogenannten Haus im Loch in Zürich, entstanden um 1306, den Überkingern zugeordnet werden.
Mit dem Zusammenbruch der helfensteinischen Machtstellung auf der Alb um 1400 verlieren sich die Überkinger zunehmend in den Schriftquellen der Region Albregion. Um 1418 besaß ein Ulrich von Überkingen u. a. württembergische Lehen im heutigen Landkreis Böblingen. 1439 starb Rudolf von Überkingen ellwangischer Propst in Wiesenbach bei Heidelberg. Um diese Zeit könnte das Geschlecht ausgestorben sein.

## Wappen
Blasonierung: In Rot eine silberne Spitze. Auf dem Helm mit rot-silbernen Helmdecken ein wie der Schild bezeichneter Flügel.